# Joseph Sánchez
Joseph Sánchez (ur. 19 sierpnia 1970 w Cebu City) – filipiński szachista, arcymistrz od 2009 roku.

## Kariera szachowa
W 1999 r. reprezentował Filipiny na rozegranych w Shenyang drużynowych mistrzostwach Azji, na których szachiści Filipin zajęli IV miejsce. Do końca 2002 r. nie osiągnął żadnych międzynarodowych sukcesów (jego ranking po raz pierwszy przekroczył granicę 2400 punktów w dniu 1 lipca 2003 r.). W 2003 r. podzielił I m. w kołowym turnieju w Mediolanie oraz zwyciężył (wspólnie z Markiem Paraguą i Dimitarem Marcholewem) w otwartym turnieju w Cannes, w 2004 r. podzielił I m. (wspólnie z Władimirem Jepiszynem) w Nicei, osiągnięcie to powtarzając w 2005 r. (wspólnie z Nenadem Šulavą i Miroljubem Laziciem). W 2006 r. zwyciężył w openie w Pierrevert oraz podzielił I m. (wspólnie z m.in. George-Gabrielem Grigore, Inną Haponenko i Ibragimem Chamrakułowem) w Condomie, w 2007 r. był drugi (za Nikołajem Ninowem) w Hyères, podzielił I m. (wspólnie z Matthieu Cornettem) w Cannes oraz zwyciężył w Nicei. W 2008 r. dwukrotnie wypełnił arcymistrzowskie normy na turniejach w Cannes (w jednym z nich dzieląc I m. z Rubenem Felgaerem i Christianem Bauerem, a w drugim – z Manuelem Apicellą). W 2009 r. uzyskał trzecią normę na tytuł arcymistrza (ponownie w Cannes), podzielił również I m. w Elancourt (wspólnie z Rolandem Salvadorem).
Najwyższy ranking w dotychczasowej karierze osiągnął 1 września 2011 r., z wynikiem 2544 punktów zajmował wówczas 3. miejsce (za Wesleyem So i Rogelio Antonio) wśród filipińskich szachistów.